# Moody Bible Institute
Moody Bible Institute è un'istituzione cristiana per l'educazione superiore, con sede a Chicago.
Prende il nome dal cristiano evangelico Dwight L. Moody.
Il Moody Bible Institute gestisce anche una radio e una casa editrice. Tuttavia il ministero principale è l'educazione ed offre tre differenti divisioni educative: undergraduate school, graduate school e formazione a distanza.